# SciTE
SciTE (произнася се скайт, от англ. Scintilla based Text Editor)
е текстов редактор, който се разпространява като софтуер с отворен код и свободен софтуер.
Служи за обработка на изходни (сорс) кодове на различни езици за програмиране
(C, C++, Java, Pascal и др.),
създаване и редактиране на мрежови страници (HTML, PHP, Perl).
Има версии за различни компютърни платформи, включително Уиндоус, Линукс.